# Mateusz Bernatek
Mateusz Lucjan Bernatek (Piotrków Trybunalski, 12 de enero de 1994) es un deportista polaco que compite en lucha grecorromana. Ganó una medalla de plata en el Campeonato Mundial de Lucha de 2017 y una medalla de plata en el Campeonato Europeo de Lucha de 2021.

## Palmarés internacional
| Campeonato Mundial | Campeonato Mundial | Campeonato Mundial | Campeonato Mundial |
| Año                | Lugar              | Medalla            | Categoría          |
| ------------------ | ------------------ | ------------------ | ------------------ |
| 2017               | París (Francia)    | Medalla de plata   | 66 kg              |
| Campeonato Europeo |                    |                    |                    |
| Año                | Lugar              | Medalla            | Categoría          |
| 2021               | Varsovia (Polonia) | Medalla de plata   | 67 kg              |